# Weyer (Villmar)
Weyer ist ein Ortsteil der Gemeinde Villmar im mittelhessischen Landkreis Limburg-Weilburg.

## Geographie
Weyer liegt im Tal des Laubusbach des östlichen Hintertaunus, am Südostrand des Limburger Beckens. Der Ort liegt rund drei Kilometer südöstlich von Villmar und rund elf Kilometer östlich der Kreisstadt Limburg an der Lahn.
Die Gemarkung grenzt im Norden an die des Zentralorts Villmar, im Osten an Münster und im Südosten in einem Punkt an Eisenbach (beides Ortsteile von Selters), im Süden und Südwesten an Oberbrechen und im Westen über eine kurze Strecke an Niederbrechen (beides Gemeinde Brechen).
Der Ort selbst liegt im Tal des von Norden nach Südosten fließenden Laubusbachs, das sich an dieser Stelle durch das Einmünden eines weiteren aus Osten herankommenden Bachtales weitet. Der Ortskern hat den Aufbau eines Haufendorfs. Insbesondere im 20. Jahrhundert entstanden jedoch Neubaugebiete, vor allem in Richtung Südwesten und Nordosten. Der Bach befindet sich im Ortskern auf rund 190 Metern Höhe. Oberhalb des Talhangs steigt das Gelände nach Westen nur leicht an, während die östliche Hälfte der Gemarkung und das Gebiet nördlich des Orts von stärkeren Höhenunterschieden geprägt sind. Der höchste Punkt mit 298 Metern befindet sich an der östlichen Gemarkungsgrenze. Die Gemarkung ist hauptsächlich von landwirtschaftlich genutzter Fläche bedeckt. Im Osten und Südosten ist die Gemarkung von einem Waldgebiet umschlossen. Außerdem prägt ein stillgelegter Basaltsteinbruch am Hahnberg nördlich des Orts die Landschaft.

## Geschichte

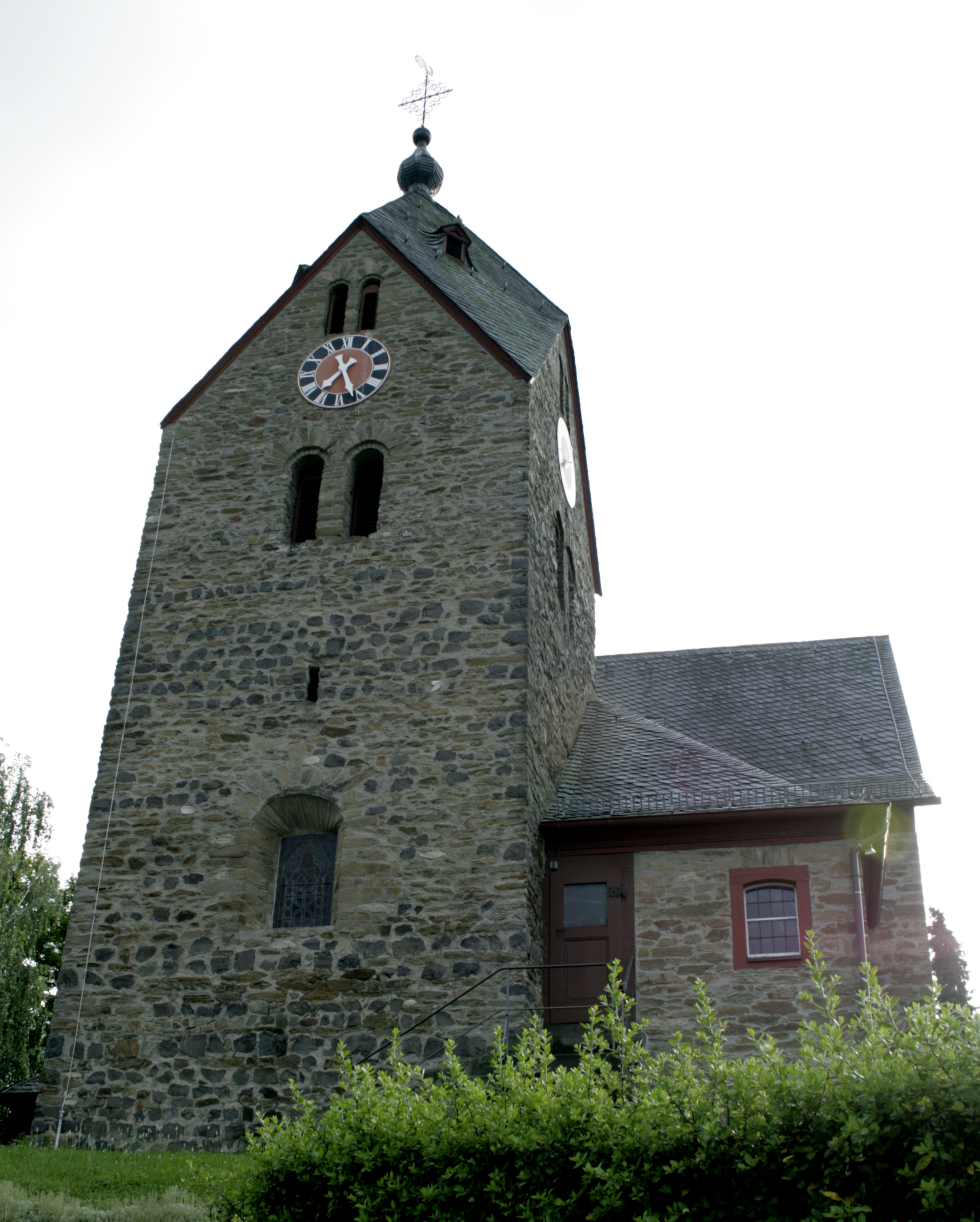
Kirche in Weyer

### Ortsgeschichte
Eine Steinkiste in der Weyerer Gemarkung lässt sich auf 1200 bis 1000 v. Chr. datieren.
Die älteste bekannte schriftliche Erwähnung von Weyer erfolgte unter dem Namen Vuilre im Jahr 1148.
Spätestens ab dem 16. Jahrhundert wurden nahe Weyer Edelmetalle abgebaut, insbesondere Silber, darüber hinaus Blei.
Die Reformation wurde um 1550 eingeführt. Bis heute ist der Ort mehrheitlich evangelisch. Zudem existierte eine vergleichsweise große Jüdische Gemeinde, deren Mitglieder im Jahr 1940 verschleppt und ermordet wurden. Ein letzter überlebender Jude der Gemeinde, Jakob Simon, besuchte nach dem Zweiten Weltkrieg mehrfach Weyer und starb 2003 in Brasilien. Der jüdische Friedhof auf den Höhen von Weyer wird heute wieder gepflegt.
Nach der Gebietsreform in Hessen wurde 1974 die Grund- und Hauptschule im Ort aufgelöst.
Hessische Gebietsreform (1970–1977)
Im Zuge der Gebietsreform in Hessen wurde die bis dahin selbständige Gemeinde  Villmar zum 31. Dezember 1971 auf freiwilliger Basis als Ortsteil nach Villmar eingemeindet. Ein Ortsbezirk nach der Hessischen Gemeindeordnung wurden nicht errichtet.

### Verwaltungsgeschichte im Überblick
Die folgende Liste zeigt die Staaten und Verwaltungseinheiten, denen Weyer angehört(e):
- vor 1806: Heiliges Römisches Reich, Grafschaft (seit 1791 Fürstentum) zu Wied-Runkel, Amt oder Herrschaft Runkel
- ab 1806: Herzogtum Nassau,[Anm. 2] Standesherrschaft Wied-Runkel, Amt Runkel
- ab 1849: Herzogtum Nassau, Kreisamt Limburg[Anm. 3]
- ab 1854: Herzogtum Nassau, Amt Runkel
- ab 1867: Norddeutscher Bund[Anm. 4], Königreich Preußen,[Anm. 5] Provinz Hessen-Nassau, Regierungsbezirk Wiesbaden, Oberlahnkreis[Anm. 6]
- ab 1871: Deutsches Reich, Königreich Preußen, Provinz Hessen-Nassau, Regierungsbezirk Wiesbaden, Oberlahnkreis
- ab 1918: Deutsches Reich (Weimarer Republik), Freistaat Preußen, Provinz Hessen-Nassau, Regierungsbezirk Wiesbaden, Oberlahnkreis
- ab 1918: Deutsches Reich, Freistaat Preußen, Provinz Hessen-Nassau, Regierungsbezirk Wiesbaden, Oberlahnkreis
- ab 1944: Deutsches Reich, Freistaat Preußen, Provinz Nassau, Oberlahnkreis
- ab 1945: Amerikanische Besatzungszone,[Anm. 7] Groß-Hessen, Regierungsbezirk Wiesbaden, Oberlahnkreis
- ab 1946: Amerikanische Besatzungszone, Hessen, Regierungsbezirk Wiesbaden, Oberlahnkreis
- ab 1949: Bundesrepublik Deutschland, Hessen, Regierungsbezirk Wiesbaden, Oberlahnkreis
- ab 1968: Bundesrepublik Deutschland, Hessen, Regierungsbezirk Darmstadt, Oberlahnkreis
- ab 1972: Bundesrepublik Deutschland, Hessen, Regierungsbezirk Darmstadt, Oberlahnkreis, Gemeinde Villmar[Anm. 8]
- ab 1974: Bundesrepublik Deutschland, Hessen, Regierungsbezirk Darmstadt, Landkreis Limburg-Weilburg, Gemeinde Villmar
- ab 1981: Bundesrepublik Deutschland,  Hessen, Regierungsbezirk Gießen, Landkreis Limburg-Weilburg, Gemeinde Villmar

### Bevölkerung
Einwohnerentwicklung
| Weyer: Einwohnerzahlen von 1834 bis 2020 | Weyer: Einwohnerzahlen von 1834 bis 2020 | Weyer: Einwohnerzahlen von 1834 bis 2020 | Weyer: Einwohnerzahlen von 1834 bis 2020 | Weyer: Einwohnerzahlen von 1834 bis 2020 |
| --- | ---------------------------------------- | ---------------------------------------- | ---------------------------------------- | ---------------------------------------- |
| Jahr |                                          |                                          |                                          | Einwohner                                |
| 1834 | 1834                                     |                                          | 805                                      | 805                                      |
| 1840 | 1840                                     |                                          | 905                                      | 905                                      |
| 1846 | 1846                                     |                                          | 908                                      | 908                                      |
| 1852 | 1852                                     |                                          | 880                                      | 880                                      |
| 1858 | 1858                                     |                                          | 905                                      | 905                                      |
| 1864 | 1864                                     |                                          | 990                                      | 990                                      |
| 1871 | 1871                                     |                                          | 972                                      | 972                                      |
| 1875 | 1875                                     |                                          | 941                                      | 941                                      |
| 1885 | 1885                                     |                                          | 909                                      | 909                                      |
| 1895 | 1895                                     |                                          | 853                                      | 853                                      |
| 1905 | 1905                                     |                                          | 787                                      | 787                                      |
| 1910 | 1910                                     |                                          | 746                                      | 746                                      |
| 1925 | 1925                                     |                                          | 742                                      | 742                                      |
| 1939 | 1939                                     |                                          | 703                                      | 703                                      |
| 1946 | 1946                                     |                                          | 1.083                                    | 1.083                                    |
| 1950 | 1950                                     |                                          | 1.067                                    | 1.067                                    |
| 1956 | 1956                                     |                                          | 908                                      | 908                                      |
| 1961 | 1961                                     |                                          | 893                                      | 893                                      |
| 1967 | 1967                                     |                                          | 879                                      | 879                                      |
| 1970 | 1970                                     |                                          | 931                                      | 931                                      |
| 1980 | 1980                                     |                                          | ?                                        | ?                                        |
| 1990 | 1990                                     |                                          | ?                                        | ?                                        |
| 2000 | 2000                                     |                                          | ?                                        | ?                                        |
| 2011 | 2011                                     |                                          | 1.290                                    | 1.290                                    |
| 2015 | 2015                                     |                                          | 1.159                                    | 1.159                                    |
| 2020 | 2020                                     |                                          | 1.245                                    | 1.245                                    |
| Datenquelle: Historisches Gemeindeverzeichnis für Hessen: Die Bevölkerung der Gemeinden 1834 bis 1967. Wiesbaden: Hessisches Statistisches Landesamt, 1968. Weitere Quellen: LAGIS; nach 1970 Gemeinde Villmar; Zensus 2011 |                                          |                                          |                                          |                                          |

Einwohnerstruktur 2011
Nach den Erhebungen des Zensus 2011 lebten am Stichtag dem 9. Mai 2011 in Weyer 1290 Einwohner. Darunter waren 24 (1,9 %) Ausländer.
Nach dem Lebensalter waren 249 Einwohner unter 18 Jahren, 537 zwischen 18 und 49, 294 zwischen 50 und 64 und 210 Einwohner waren älter.
Die Einwohner lebten in 513 Haushalten. Davon waren 117 Singlehaushalte, 150 Paare ohne Kinder und 204 Paare mit Kindern, sowie 42 Alleinerziehende und 3 Wohngemeinschaften. In 90 Haushalten lebten ausschließlich Senioren und in 369 Haushaltungen lebten keine Senioren.
Religionszugehörigkeit
| 1885: | 878 evangelische (= 96,59 %), 13 katholische (= 1,42 %) und 18 jüdische (= 1,98 %) Einwohner |
| 1961: | 744 evangelische (= 83,31 %) und 138 katholische (= 14,45 %) Einwohner                       |

## Kultur und Sehenswürdigkeiten

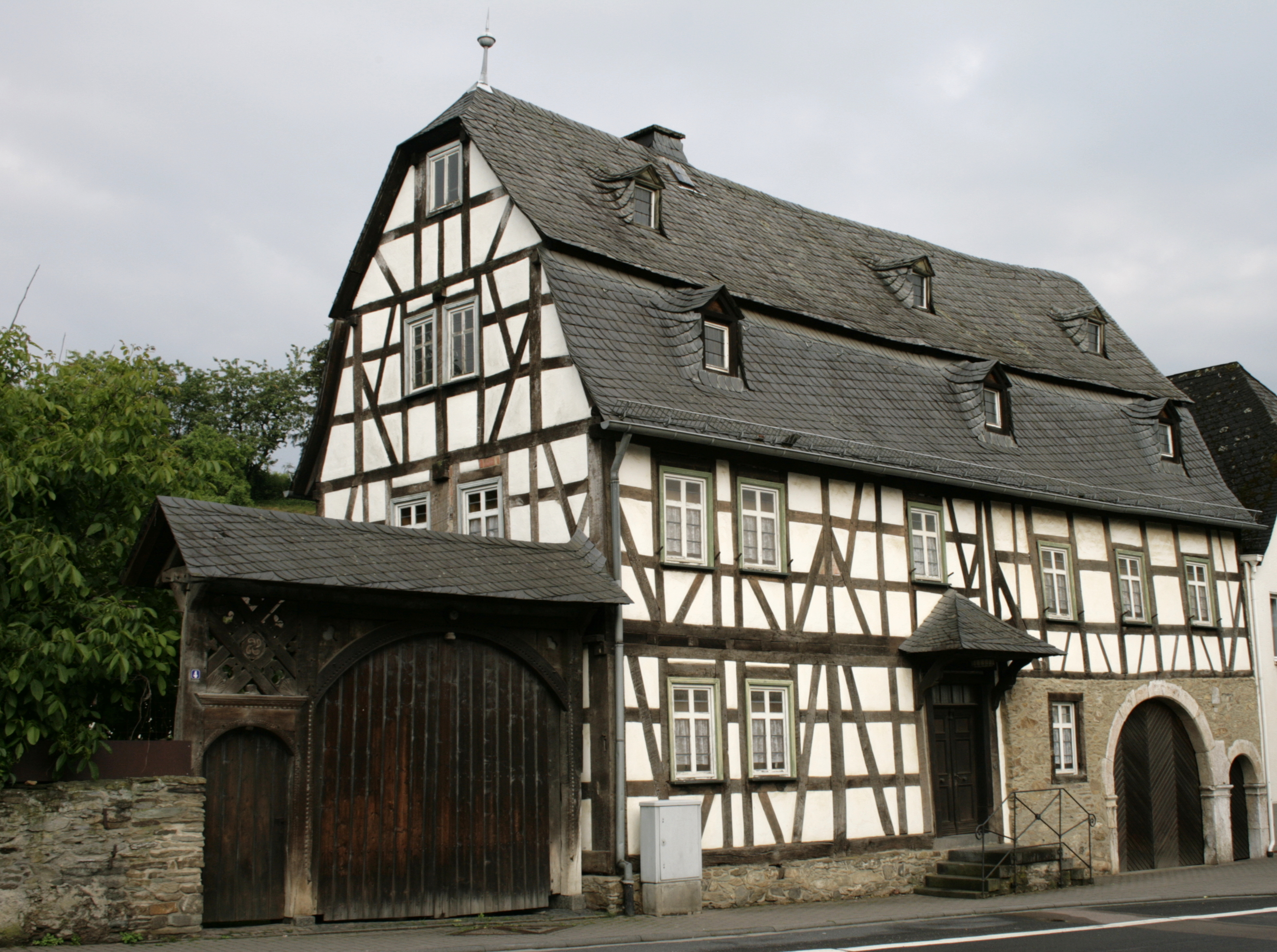
Kammerrat-Schmidtsches Anwesen in der Ortsmitte

### Bauwerke
In Weyer ist ein Jüdischer Friedhof erhalten.

### Vereine
Auf Ortsebene bestehen ein Akkordeonverein, der Evangelischer Kirchenchor, die Frauenhilfe, die Freiwillige Feuerwehr (gegründet 1933, seit 7. Juni 1980 mit Jugendfeuerwehr und seit 29. April 2006 mit der Kinderfeuerwehr „Firekids“), der Landfrauenverein, der „MGV Eintracht“, die Natur- und Heimatfreunde, ein Obst- und Gartenbauverein, der Reitverein Oberbrechen/Weyer, der RSV Weyer, der Schützenverein „Falke“ und eine VdK-Ortsgruppe.

## Infrastruktur
Die Freiwillige Feuerwehr Weyer, gegr. 1933 (seit 7. Juni 1980 mit Jugendfeuerwehr und seit 29. April 2006 mit Kinderfeuerwehr), sorgt für den abwehrenden Brandschutz und die allgemeine Hilfe.

## Persönlichkeiten
- Johann Philipp Heyl (1770–1853), Bürgermeister von Weyer und Mitglied der Ständeversammlung der Landstände des Herzogtums Nassau